# Inval van het Warschaupact in Tsjecho-Slowakije

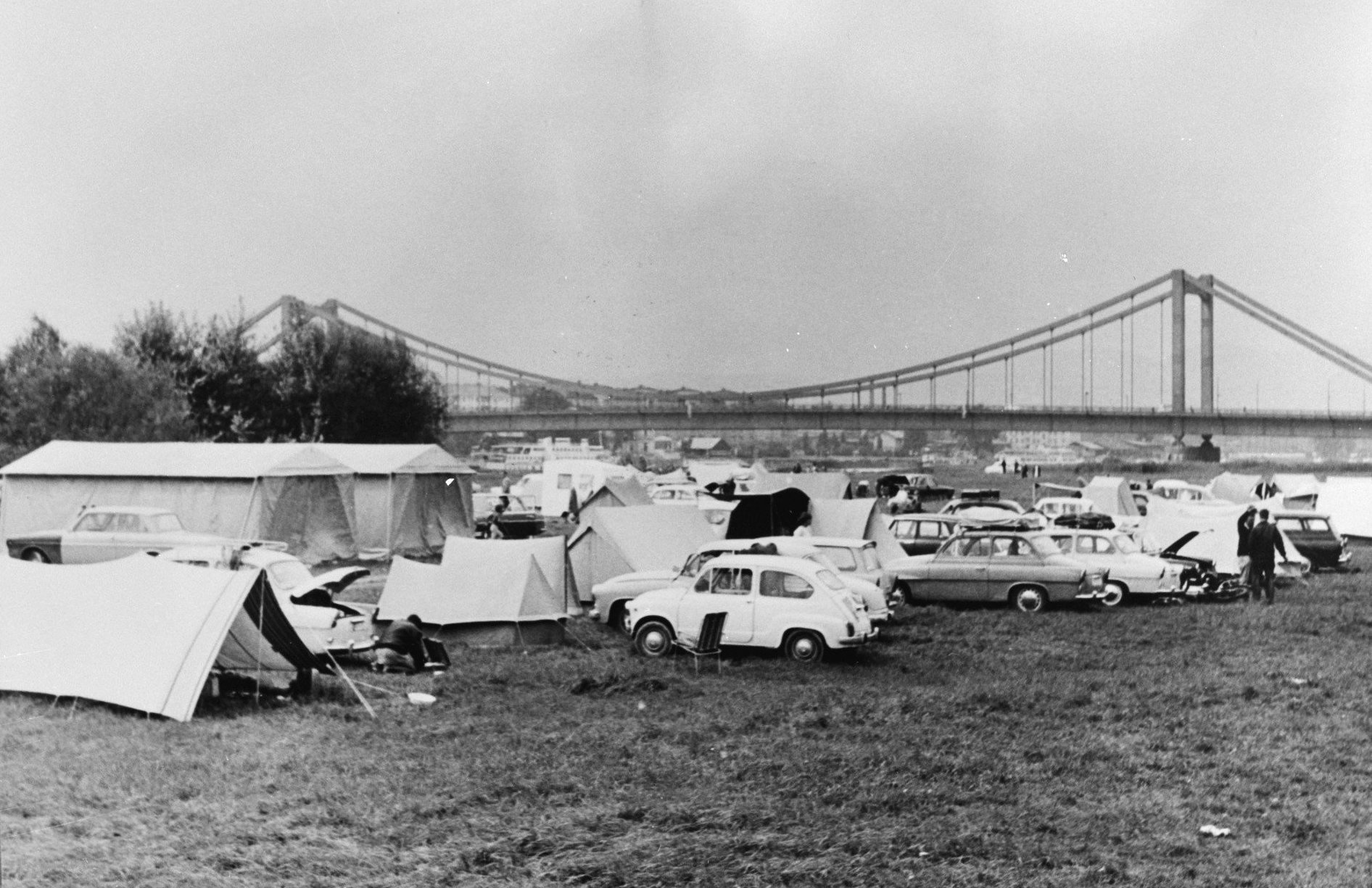
Een vluchtelingenkamp voor Tsjechen bij de Wiener Reichsbrücke (Oostenrijk), 26 augustus 1968.

De inval van het Warschaupact in Tsjecho-Slowakije vond plaats tussen 20 augustus tot 20 september 1968. Met deze aanval maakte de Sovjet-Unie een einde aan de hervormingen van de Praagse Lente. De Warschaupactlanden die de aanval uitvoerden waren naast de Sovjet-Unie Bulgarije, Hongarije en Polen. Van de inzet van troepen van de DDR werd op het laatste moment afgezien. De Warschaupactlanden Roemenië en Albanië namen geen deel aan de inval.
Bij de inval met de codenaam Donau vielen ongeveer 500.000 militairen Tsjecho-Slowakije binnen. Bij de inval raakten ongeveer 500 Tsjechen en Slowaken gewond en vielen 108 dodelijke slachtoffers. De meeste doden aan de kant van de Warschaupacttroepen vielen door ongelukken. Sovjet-luchtlandingstroepen namen de luchthaven van Praag in, terwijl Poolse, Hongaarse, Bulgaarse en Sovjet-troepen over land binnenvielen. Ondanks de troepenbewegingen in de dagen voor de inval had Tsjecho-Slowakije geen voorzorgsmaatregelen getroffen. De Tsjecho-Slowaakse regering bood ook geen verzet met militaire middelen. De regering werd opgepakt en naar de Sovjet-Unie overgebracht. Op 16 oktober stemden Dubček, Černík en Husák in met een beëindiging van de Praagse Lente en de blijvende aanwezigheid van Warschaupacttroepen in het land. De onderminister van Buitenlandse Zaken van de Sovjet-Unie bleef van september 1968 tot december 1968 als opzichter in Praag. Uiteindelijk bleven er nog een 50.000 soldaten in het land. De toepassing van geweld tegen satellietstaten van de Sovjet-Unie werd bekend onder de naam Brezjnevdoctrine.
De NAVO beschouwde de gebeurtenissen in Tsjecho-Slowakije als een interne zaak voor het Oostblok en greep niet in. Wel kwam op verzoek van Canada, Denemarken, Frankrijk, Paraguay, het Verenigd Koninkrijk en de Verenigde Staten de Veiligheidsraad van de Verenigde Naties bijeen. De Sovjet-Unie gaf aan dat het bij de invasie om broederhulp ging. Tot een stemming kwam het niet.
Voor Albanië was de inval de aanleiding om het Warschaupact te verlaten. De troepen van de Sovjet-Unie bleven in Tsjecho-Slowakije tot 1991.